# 林家佑
林家佑（1993年6月30日—），臺灣男子羽毛球選手。

## 簡歷
林家佑與黃柏睿從就讀雲林文昌國小便開始合作參加男雙比賽，此後二人升讀西苑國中，期間亦一直合作無間。
2011年，二人在全國團體賽代表合庫B隊，爆冷以2比0擊敗合庫A隊的方介民／李勝木，技驚四座。同年7月，二人出戰印度勒克瑙舉行的亞洲青年羽毛球錦標賽，在男雙決賽以21-14、21-13擊敗同胞黃主恩／盧敬堯，贏得冠軍。同年11月，二人出戰世界青年羽毛球錦標賽，又闖入男雙決賽，惜以17-21、17-21敗於馬來西亞的方威捷／張御宇，屈居亞軍，但仍創下中華隊在世青賽的最佳成績。
2013年4月，林家佑與王沛蓉出战大阪羽毛球國際挑戰賽，在混双决赛以0比2（16-21、19-21）不敌赛会头号种子卢基·阿普里·努格洛侯／安妮萨·绍菲卡，赢得亚军。同年12月，他与巫孝霖出战越南羽毛球大獎賽，在男双决赛以1比2（21-18、18-21、18-21）不敌赛会5号种子、印尼强档的弗兰·库尔尼亚万·邓／博纳·塞普特纳，赢得亚军。7月，林家佑／王沛蓉出战美國羽毛球黃金大獎賽，在混双準决赛以0比2（14-21、22-24）不敌赛会头号种子、泰国的玛尼蓬·宗集／沙西丽·德拉达那猜。同年11月，他与巫孝霖出战馬來西亞羽毛球國際挑戰賽，在男双决赛以2比1（21-12、10-21、22-20）击败了赛会3号种子、马来西亚的周栢础／麦喜俊，这也是他首个國際挑戰賽男双冠军。
2015年3月，林家佑與吳玓蓉出战波蘭羽毛球公開賽，在混双準决赛以0比2（17-21、21-23）不敌印度的艾谢·迪瓦卡／普拉迪亚·加德雷。同年11月，他与巫孝霖出战馬來西亞羽毛球國際挑戰賽，在男双决赛以2比1（17-21、21-16、21-18）击败了赛会6号种子李哲輝/李洋，赢得国际赛男双冠军。同年12月，他与巫孝霖出战美國羽毛球國際賽，在男双决赛以2比1（16-21、23-21、21-19）击败了德国的麦克·福克斯／约翰尼斯·斯科特勒，赢得国际赛男双冠军。
2016年10月，林家佑與吳玓蓉出战中華台北羽毛球黃金大獎賽，在混双準決賽以0比3（5-11、5-11、5-11）不敌日本的垰畑亮太／米元小春。
2017年7月，林家佑與李勝木搭檔參加106年第2次全國羽球排名賽，在決賽以直落二（21-15、21-17）擊敗尋求衛冕的廖敏竣／蘇敬恒，獲得首座全國雙打冠軍。
2018年3月，林家佑與李勝木出战越南羽毛球國際挑戰賽，在男双準决赛以1比2（19-21、21-17、18-21）不敌赛会马来西亚的謝定峰／苏伟译。同年7月，他与李勝木出战秋田羽毛球大師賽，在男双準决赛以0比2（17-21、14-21）不敌印尼强档的阿克巴·宾唐·察尤诺／穆罕默德·利萨·巴列维·伊斯法哈尼。
2023年6月，本已轉往教練及陪練工作為主的林家佑，與林永晟組成新搭檔參加台北羽球公開賽。賽前世界排名第475的林家佑／林永晟在第二輪賽事以2比0（21-15、23-21）擊敗李洋／王齊麟，八強再以21－18、21－18擊敗韓國的真龍／罗星升，爆冷晉級準決賽；最終林家佑／林永晟在準決賽中以直落二（16-21、16-21）不敵盧敬堯／楊博涵。

## 主要比賽成績
只列出曾進入準決賽的國際賽事成績
：
| 年份   | 賽事                     | 公開賽級別 | 項目     | 搭檔   | 成績   |
| ------ | ------------------------ | ---------- | -------- | ------ | ------ |
| 2011年 | 亞洲青年羽毛球錦標賽     | 其他       | 男子雙打 | 黃柏睿 | 冠軍   |
| 2011年 | 世界青年羽毛球錦標賽     | 其他       | 男子雙打 | 黃柏睿 | 亞軍   |
| 2011年 | 世界青年羽毛球錦標賽     | 其他       | 混合團體 | －     | 季軍   |
| 2011年 | 馬來西亞羽毛球國際挑戰賽 | 國際挑戰賽 | 男子雙打 | 王家閔 | 準決賽 |
| 2013年 | 大阪羽毛球國際挑戰賽     | 國際挑戰賽 | 混合雙打 | 王沛蓉 | 亞軍   |
| 2013年 | 越南羽毛球大獎賽         | 大獎賽     | 男子雙打 | 巫孝霖 | 亞軍   |
| 2014年 | 美國羽毛球黃金大獎賽     | 黃金大獎賽 | 混合雙打 | 王沛蓉 | 準決賽 |
| 2014年 | 馬來西亞羽毛球國際挑戰賽 | 國際挑戰賽 | 男子雙打 | 巫孝霖 | 冠軍   |
| 2015年 | 波蘭羽毛球公開賽         | 國際挑戰賽 | 混合雙打 | 吳玓蓉 | 準決賽 |
| 2015年 | 馬來西亞羽毛球國際挑戰賽 | 國際挑戰賽 | 男子雙打 | 巫孝霖 | 冠軍   |
| 2015年 | 美國羽毛球國際賽         | 國際挑戰賽 | 男子雙打 | 巫孝霖 | 冠軍   |
| 2016年 | 中華台北羽毛球黃金大獎賽 | 黃金大獎賽 | 混合雙打 | 吳玓蓉 | 準決賽 |
| 2018年 | 越南羽毛球國際挑戰賽     | 國際挑戰賽 | 男子雙打 | 李勝木 | 準決賽 |
| 2018年 | 秋田羽毛球大師賽         | 超級100賽  | 男子雙打 | 李勝木 | 準決賽 |
| 2022年 | 奧地利羽毛球公開賽       | 國際系列賽 | 男子雙打 | 廖晁邦 | 準決賽 |
| 2022年 | 波恩羽毛球國際賽         | 未來系列賽 | 男子雙打 | 廖晁邦 | 亞軍   |
| 2023年 | 台北羽球公開賽           | 超級300賽  | 男子雙打 | 林永晟 | 準決賽 |

| 2007-2017年 | 首要超級賽 | 超級賽 | 黃金大獎賽 | 大獎賽 | 國際挑戰賽 | 國際系列賽 | 未來系列賽 | 其他 |

| 2018-2026年 | 總決賽 | 超級1000賽 | 超級750賽 | 超級500賽 | 超級300賽 | 超級100賽 | 國際挑戰賽 | 國際系列賽 | 未來系列賽 | 其他 |